# Jesus Seminar
O Jesus Seminar (Seminário sobre Jesus) é um projeto de reflexões cristológicas fundado em março 1985 por Robert Funk, com o apoio do Instituto Westar, que inicialmente reunia cerca de 30 seguidores (fellows), número que, posteriormente, chegou a superar a marca de 200 seminaristas. Trata-se de um dos mais destacados grupos de crítica bíblica, que utiliza métodos históricos para determinar, com base no critério da plausibilidade histórica, aquilo que Jesus, como uma figura histórica, pode ou não ter dito ou feito. Além disso, o seminário popularizou as investigações sobre o Jesus histórico. Seus seguidores se reuniam duas vezes por ano.
O Jesus Seminar foi uma forma de organizar estudiosos da Bíblia no meio acadêmico contra o dogmatismo das congregações religiosas, que, principalmente nos Estados Unidos, criavam um clima inquisitorial, que fazia com que os estudiosos não dogmáticos ficassem retraídos. O novo clima intelectual surgido no pós-guerra, contagiou também a crítica bíblica, que aos poucos foi ganhando espaços e disciplinas nas universidades norte-americanas, levando os adeptos da teologia dogmática a refugiar-se em seus próprios seminários e faculdades, foi a terceira onda de estudiosos do Jesus Histórico, que se distinguia das demais por buscar o Jesus Histórico a partir do princípio de continuidade com o judaísmo daquela época.
Dentre seus seguidores, merecem destaque: John Dominic Crossan, Marcus Borg, Bruce Chilton, Don Cupitt, Marvin Meyer, Lloyd Geering, Karen Leigh King, John S. Kloppenborg, Gerd Lüdemann, Burton L. Mack, Vernon K. Robbins, James M. Robinson, John Shelby Spong, Walter Wink, Stephen L. Harris, Edward F. Beutner, Robert T. Fortna, Roy Hoover, Mahlon H. Smith, Bernard Brandon Scott, Robert J. Miller, Daryl D. Schmidt, W. Barnes Tatum, William E. Arnal, Marvin F. Cain, Ronald D. Cameron, Kathleen E. Corley, Charles W. Hedrick, Julian Victor Hills, Arland D. Jacobson, Milton C. Moreland, Stephen J. Patterson, Jonathan L. Reed e John J. Rousseau.
Alguns seguidores do Jesus Seminar perderam seus empregos como professores universitários, outros foram perseguidos, e nesse contexto alguns seguidores preferiram participar dos estudos em sigilo.

## Métodos de trabalho
Seu objetivo era reconstruir a vida do Jesus histórico, chegando a definir quem Jesus era, o que fez, o que disse, e o que suas palavras significaram. A reconstrução disso se baseava na antropologia social e trans-cultural, na história e na análise textual para revelar a pessoa de Jesus. Faziam distinções entre fontes primárias, fontes secundárias e evidências arqueológicas. Também levaram em conta as tradições sobre Jesus documentadas como dos primeiros quatro séculos, a partir dos critérios de múltipla atestação, originalidade e oralidade.
Assumiram como premissas sete pilares da moderna pesquisa crítica de Jesus, desenvolvidos desde o Século XVIII:
1. distinção entre o Jesus histórico e o Cristo da fé;
2. reconhecimento da maior confiabilidade histórica dos três evangelhos sinópticos em detrimento do Evangelho de João;
3. maior confiabilidade do Evangelho de Marcos em detrimento dos Evangelhos de Mateus e de Lucas;
4. existência da Fonte Q;
5. rejeição do Jesus escatológico;[84]
6. distinção entre tradição oral e escrita;
7. os evangelhos têm conteúdo histórico.

Portanto, os Evangelhos são tratados como fontes para a investigação histórica, que representariam não só as reais palavras e atos de Jesus, mas também acréscimos feitos pelos primeiros cristãos, e, contrariando a tradição canônica, afirmaram que o Evangelho de Tomé teria mais elementos autênticos do que o Evangelho de João.
Seus estudos não se limitam aos textos incluídos no cânon bíblico, eles reuniram mais de 1500 versões de cerca de 500 escritos cristãos que foram datados como anteriores ao ano de 313, que foi o momento no qual o Imperador Constantino publicou o Édito da Tolerância, que reconheceu o cristianismo como uma religião legítima dentro do Império Romano.
Após os debates que buscam alcançar um consenso sobre o grau de probabilidade da atribuição de palavras e atos à Jesus entre os seminaristas, é feita uma votação na qual cada participante manifesta seu entendimento por meio de bolinhas coloridas, nas cores: vermelho, rosa, cinza e preto, que representam os seguintes entendimentos:
1. vermelha: "Jesus, sem dúvida, disse isso ou algo muito parecido com isso";
2. rosa: "Provavelmente Jesus disse algo parecido com isso";
3. cinza: "Jesus não disse isso, mas são ideias próximas àquelas defendidas por ele";
4. preto: "Jesus não disse isso, trata-se de um acréscimo posterior".[3]

Dentre os critérios que os seminaristas utilizavam para declarar a autenticidade das palavras atribuídas a Jesus, pode-se citar:
1. a oralidade, que foi o critério para atribuir autenticidade à expressão: "oferece a outra face" (Lc 6,29);
2. o emprego de ironia, que foi o critério para atribuir autenticidade à expressão: "amai vossos inimigos" (Mt 5,43);
3. o ensinamento da confiança em Deus, que foi o critério para atribuir autenticidade à expressão: "não tenham medo" (Mt 6,31);
4. o fato de uma expressão ser empregada em diversas versões do Evangelho, que foi o critério para atribuir autenticidade à expressão: "felizes os pobres", que se encontra em Mt (5,3), Lc (6,20) e Tomé (20,54).

Dentre os critérios que os seminaristas utilizavam para declarar a não-autenticidade das palavras atribuídas a Jesus, pode-se citar:
1. a auto-referência, que foi o critério para negar autenticidade à expressão: "eu sou o caminho a verdade e a vida" (Jo 14,6);
2. recomendações eclesiáticas, que foi o critério para negar autenticidade à expressão na qual Jesus teria dito que Pedro seria a "pedra" sobre a qual Jesus construiria sua Igreja (Mt 16,17-19);
3. discursos escatológicos, que foi o critério para negar autenticidade de trechos como o posto em: Mt 25,31-46, que seriam acréscimos posteriores que refletiriam as visões teológicas dos autores textos.

## Conclusões
Suas conclusões diferem muito do que quase totalidade das denominações cristãs têm historicamente ensinado, pois não creem na infalibilidade das Escrituras Cristãs nem que seus autores foram exclusivamente inspirados por Deus, mas que esses autores reproduziram suas próprias crenças teológicas, sob essa perspectiva, buscam avaliar a evolução do pensamento religioso dos primeiros cristãos, entre o momento da crucificação e o ano 310, a partir de supostas contradições existentes nas fontes disponíveis.
Na média ponderada resultante da votação:
1. apenas 15 frases de Jesus foram classificadas na cor vermelha, tais como: "dar a outra face" (Mateus 5:39, Lucas 6:29) "Felizes de vocês, os pobres" (Lucas 6:20; Tomé 54), e "Amai os vossos inimigos" (Lucas 6:27; Mateus 5:44), poucas Parábolas de Jesus receberam essa classificação, dentre elas: a do "Bom Samaritano", a do Mordomo Infiel e dos Trabalhadores na Vinha.
2. 75 frases de Jesus foram classificadas na cor rosa.
3. Cerca de 150 frases de Jesus foram classificadas na cor cinza.

### Expressões atribuíveis com forte certeza a Jesus[2]
1. "Ofereça a outra face": Mateus 5:39 e Lucas 6:29a: (92%[86]);
2. "Se alguém faz um processo para tomar de você a túnica, deixe também a veste!": Mateus 5:40 e Lucas 6:29b: (90%);
3. "Felizes os pobres": Lucas 6:20b: (91%); Tomé 54: (90%); Mateus 5:3: (63%);
4. "Se alguém obriga você a andar um quilômetro, caminhe dois quilômetros com ele!": Mateus 5:41: (90%);
5. "Amar os inimigos": Lucas 6:27b: (84%); Mateus 5:44b: (77%); Lucas 6:32–35a: (56%);
6. "[...] Com o que eu poderia comparar o Reino de Deus? Ele é como o fermento que uma mulher pega e mistura com três porções de farinha, até que tudo fique fermentado": Lucas 13:20-21: (83%); Mateus 13:33: (83%); Tomé 96:1–2: (65%);
7. "[...] devolvam ao Imperador o que é do Imperador, e a Deus o que é de Deus.": Tomé 100:2b–3 (82%); Marcos 12:17b: (82%); Lucas 20:25b: (82%); Mateus 22:21c: (82%) e também no Evangelho de Egerton 3,1-6 (82%);
8. "Dê a quem lhe pede": Lucas 6:30a: (81%); Mateus 5:42a: (81%); Didaquê 1,5a (81%);
9. Parábola do Bom samaritano: Lucas 10:30–35: (81%);
10. "Felizes de vocês que agora têm fome": Lucas 6:21a: (79%); Mateus 5:6: (59%); Tomé 69:2: (53%);
11. "Felizes de vocês que agora choram": Lucas 6:21b: (79%); Mateus 5:4: (73%);
12. Parábola do Administrador Infiel: Lucas 16:1–8a: (77%);
13. Parábola dos Trabalhadores na Vinha: Mateus 20:1–15: (77%);
14. referir-se a Deus como Pai (Abba): Mateus 6:9b e Lucas 11:2c: (77%);
15. Parábola da Semente de Mostarda: Tomé 20:2-4: (76%); Marcos 4:30–32: (74%); Mateus 13:31–32: (67%);

### Expressões atribuíveis com razoável probabilidade a Jesus[2]
1. Discurso contra a ansiedade: Tomé 36; Lucas 12:22–23; Mateus 6:25: (75%);
2. Parábola da Moeda Perdida: Lucas 15:8-9: (75%);
3. "As raposas têm tocas e as aves do céu têm ninhos; mas o Filho do Homem não tem onde repousar a cabeça.": Lucas 9:58: (74%); Mateus 8:20: (74%); Tomé 86 (67%);
4. Nenhum profeta é respeitado em sua casa: Tomé 31,1: (74%); Lucas 4:24: (71%); João 4:44: (67%); Mateus 13:57: (60%); Marcos 6:4: (58%);
5. O amigo que pede pães no meio da noite: Lucas 11:5–8 (72%);
6. Não se pode servir a dois Senhores: Lucas 16:13a: (72%); Mateus 6:24a: (72%); Tomé: 47,2: (65%);
7. Parábola do Tesouro Escondido: Mateus 13:44: (71%); Tomé: 109 (54%);
8. Parábola da Ovelha Perdida: Lucas 15:4–6: (70%); Mateus 18:12–13: (67%); Tomé: 107 (48%);
9. O que uma pessoa ingere não a torna impura: Marcos 7:14–15: (70%); Tomé: 14:5 (67%); Mateus 15:10–11: (63%);
10. O juíz iníquo que atende a viúva: Lucas 18:2–5: (70%);
11. Parábola do Filho Pródigo: Lucas 15:11–32: (70%);
12. "Deixe que os mortos sepultem seus próprios mortos": Mateus 8:21–22: (70%); Lucas 9:59–60: (69%);
13. Voto de Castidade: Mateus 19:12a: (70%);
14. "Vocês os conhecerão pelos frutos deles": Mateus 7:16: (69%); Tomé: 45,1a: (69%); Lucas 6:44: (56%);
15. Parábola do Banquete de Casamento: Tomé 64,1–11: (69%); Lucas 14:16–23: (56%); Mateus 22:2–13: (26%).[87]

### Estudo dos fatos relacionados a Jesus
Uma segunda etapa de estudos, realizada entre 1991 e 1996, teve como propósito indicar quais fatos, relacionados a Jesus nos documentos disponíveis, teriam autenticidade histórica, e resultou na publicação de um livro denominado "Jesus Seminar: The Acts of Jesus: The Search for the Authentic Deeds of Jesus", publicado em 1998. Foram avaliados 387 relatos de 176 fatos que relacionados a Jesus. Os estudiosos entenderam que somente 10 daqueles fatos teriam alta probabilidade de autenticidade (bolinha vermelha), outros 19 fatos receberam uma avaliação de probabilidade mais baixa (bolinha rosa). Somando as duas categorias, chega-se a um total de 29 fatos provavelmente autênticos, que significa apenas 16% do total 176 fatos estudados, um percentual um pouco inferior àquele que resultou do estudos da probabilidade de autenticidade dos ditos de Jesus (18%).

#### Fatos considerados autênticos[2]
1. Réplica à acusação de que Jesus expulsava demônios a serviço de Belzebu: Lucas 11:15–17;
2. A existência de João Batista: Marcos 1:1–8, Mateus 3:1–12, Lucas 3:21–22, Evangelho dos Ebionitas 4;
3. Jesus foi batizado por João Batista: Marcos 1:9–11, Mateus 3:13–17, Lucas 3:21–22, Evangelho dos Ebionitas 4;
4. Jesus proclamou a “boa-nova”: Marcos 1:14–15;
5. Jesus jantou com os pecadores: Marcos 2:15–17, Mateus 9:10–13, Papiros de Oxyrrinco 1224 5,1-2;
6. Herodes mandou cortar a cabeça de João Batista: Marcos 6:14–29, Mateus 14:1–12, Lucas 9:7–9;
7. Crucificação e morte de Jesus;[88]
8. Jesus apareceu a Pedro: I Coríntios 15:3–5;
9. Nascimento de Jesus: partes de Mateus 1:18–25 e Lucas 2:1–7;
10. havia mulheres seguindo Jesus (cf. Lucas 8:1–3).

#### Fatos considerados prováveis[2]
1. cura da sogra de Pedro: Marcos 1:29–31, Mateus 8:14–15 e Lucas 4:38–39;
2. cura do leproso: Marcos 1:40–45, Mateus 8:1–4, Lucas 5:12–16 e Evangelho de Egerton 2:1-4;
3. cura do paralítico em Cafarnaum: Marcos 2:1–12, Mateus 9:1–8 e Lucas 5:17–26;
4. Chamado de Mateus: Marcos 2:13–14, Mateus 9:9, Lucas 5:27–28 e Evangelho dos Ebionitas 2:4;
5. Discurso sobre o Sábado: Marcos 2:23–28, Mateus 12:1–8 e Lucas 6:1–5;
6. Os parentes de Jesus acreditaram que ele estivesse louco: Marcos 3:20–21;
7. Discurso sobre os verdadeiros parentes: Marcos 3:31–35, Mateus 12:46–50, Evangelho de Tomé 99:1-3;
8. Cura da mulher com sangramento: Marcos 5:24–34, Mateus 9:20–22 e Lucas 8:42–48;
9. Descrença em Nazaré: Marcos 6:1–6 e Mateus 13:54–58;
10. Controvérsia com os fariseus sobre discípulos que não lavaram as mãos: Marcos 7:1–13 e Mateus 15:1–9;
11. Crítica à geração que pede um sinal: Lucas 11:29–30;
12. Cura do cego de Betsaida: Marcos 8:22–26;
13. Cura do cego Bartimeu: Marcos 10:46–52 e Lucas 18:35–43;
14. expulsão dos vendilhões do Templo: Marcos 11:15–19, Mateus 21:12–17 e Lucas 19:45–48;
15. os fariseus prepararam uma armadilha para Jesus, relacionada a questão do Tributo a César: Marcos 12:13–17, Mateus 22:15–22, Lucas 20:19–26, Evangelho de Tomé 100:1-4; Evangelho de Egerton 3:1-6;
16. Jesus foi preso, interrogado e julgado diante de Caifás e do Sinédrio e na corte de Pilatos.

## Estudo das primeiras comunidades cristãs
Em 2006, depois de publicados estudos sobre os ditos e fatos relacionados com a vida de Jesus, teve início um estudo sobre as primeiras comunidades cristãs, com especial atenção à comunidade cristã em Jerusalém, que é considerada a "terceira fase" do Jesus Seminar.

## Principais Publicações[3][89]
A primeira publicação importante do Jesus Seminar foi uma tradução dos 4 evangelhos canônicos e do Evangelho de Tomé para o inglês norte-americano, que ficou conhecida como "Scholars Version", que se caracterizava por utilizar expressões da língua corrente, compatíveis com os traços de personalidade que os estudiosos atribuíram à Jesus, que recebeu uma nova edição em 1995.
Dentre as obras publicadas, merecem especial destaque:
1. The Five Gospels: What Did Jesus Really Say? The Search for the Authentic Words of Jesus (1993);[90][91][92][93]
2. The Complete Gospels: Annotated Scholar's Version (1995);[94][95]
3. The Acts Of Jesus: The Search For The Authentic Deeds Of Jesus (1998);[96][97][98][99]
4. The Gospel of Jesus: According to the Jesus Seminar (1999);[99][100]
5. Profiles of Jesus.[99][101]

## Principais teses[2][3]
A maioria dos integrantes do Jesus Seminar concorda com as seguintes teses:
1. no período compreendido entre a crucificação e o ano 50, a mensagem de Jesus foi transmitida unicamente por meio oral, pois somente na década de 50 surgiram os primeiros escritos cristãos;
2. as escrituras cristãs não foram unicamente inspiradas por Deus, pois foram redigidas por homens (e talvez uma mulher) que promoveram seus próprios pontos de vista e da corrente do cristianismo a qual pertenciam;
3. as crenças sobre Jesus mudaram entre a época da crucificação e o ano 70, quando foi escrito o Evangelho segundo Marcos, que seria o Evangelho canônico mais antigo;
4. os autores dos evangelhos canônicos não foram testemunhas oculares da vida de Jesus, apesar de alguns desses afirmarem o contrário;
5. a escolha dos livros que compõe o Cânone do Novo Testamento somente ocorreu no Século IV e tal seleção não foi necessariamente baseada em precisão histórica;
6. dentre os Escritos Não-canônicos mereceriam especial atenção o Evangelho de Tomé e o Didaquê (também conhecido como " Instrução dos Doze Apóstolos", que seria a primeira versão do catecismo);
7. foi encontrado um pequeno fragmento de uma cópia Evangelho de João, que foi datado como tendo sido produzido aproximadamente no ano 125, mas as cópias completas mais antigas do Evangelho de João encontradas são datadas como tendo sido produzidas aproximadamente no ano 200, e, não foram encontradas cópias idênticas do Evangelho de João dentre os documentos datados como tendo sido produzidos naquela época, e, essa situação não permitiria determinar qual seria a versão original;
8. os cinco evangelhos mais importantes que são aqueles atribuídos a Marcos, Mateus, Lucas, João e Tomé, na verdade teriam sido escritos por autores desconhecidos;
9. os Evangelhos atualmente disponíveis, são narrativas nas quais a memória de Jesus é embelezado por elementos míticos que exprimem a fé da dos primeiros cristãos, e por ficções plausíveis que melhoram a história a ser contada para os ouvintes da época;
10. muitos dos milagres descritos nos evangelhos seriam apenas mitos que não chegaram a ocorrer, ou seja, não houve: nascimento virginal, Jesus não andou sobre as águas, não houve a alimentação de milhares de pessoas com apenas alguns peixes e pães, Jesus não trouxe Lázaro de volta à vida, não houve ressurreição corporal de Jesus, transfiguração ou ascensão aos céus;
11. não existem possessão demoníaca, Jesus provavelmente curava doenças mentais e físicas, da mesma forma que os curandeiros religiosos fazem atualmente;
12. os autores dos evangelhos muitas vezes:

12.1 expandiram as palavras ou parábolas proferidas por Jesus, para apresentá-las em conjunto com uma sobreposição interpretativa;
12.2 reeditaram o que Jesus disse para colocar em conformidade com seus próprios estilos de linguagem com seus próprios pontos de vista;
12.3 atribuíram a Jesus ditados comuns da época e seus próprios pontos de vista;
13 as profecias de Jesus sobre eventos que ocorreram após a sua cruficação foram acrescidas pelos autores dos evangelhos ou criadas durante a época em que as informações sobre Jesus eram objeto apenas de tradição oral, ou seja, na época anterior ao ano 50;
14 os quatro evangelhos canônicos foram escritos entre os anos 70 a 110, nessa ordem: Marcos, Mateus, Lucas e João;
15 os evangelhos de Mateus e Lucas se utilizaram principalmente do Evangelho de Marcos e da "Fonte Q";
16 o Evangelho de Tomé, que foi descoberto em 1945 em Nag Hammadi, no Egito, foi enterrado durante uma época de perseguição dos gnósticos pelos cristãos paulinos, contém 73 frases que são encontradas também nos quatro evangelhos canônicos e 65 frases que não são;
17 o Evangelho de João representa uma tradição religiosa que é independente daquela que escreveu os evangelhos sinópticos (Marcos, Mateus e Lucas), razão pela qual deve ser desconsiderado na busca do "Jesus histórico";
18 muitos dos discípulos de Jesus eram antigos seguidores de João Batista;
19 Jesus:
19.1 nasceu em Nazaré (e não em Belém) no reinado de Herodes o Grande;
19.2 era filho de Maria e ele teve um pai humano, cujo nome pode não ter sido José;
19.3 foi um sábio itinerante que atuou junto aos marginalizados;
19.4 não reivindicou ser o Messias ou ser Deus e raramente falava de si mesmo na primeira pessoa, razão pela qual as expressões iniciadas por "Eu sou ...", encontradas no Evangelho de João devem ser entendidas como acréscimos do autor daquele texto e não como palavras proferidas por Jesus;
19.5 não acredita que sua execução fosse necessária para que aqueles que confiavam nele como Senhor e Salvador fossem salvos da condenação eterna;
19.6 acreditava que o Reino de Deus seria visível pela maneira como ele e seus seguidores se tratavam, diferentemente de João Batista e Paulo de Tarso que viam o Reino de Deus como algo que viria a existir em algum momento no Século I;
19.7 provavelmente falou com seus seguidores e pregou em aramaico, enquanto que as escrituras cristãs mais antigas conhecidas estão em grego, razão pela qual parte dos Evangelhos conhecidos conteria traduções para o grego das palavras dele, no entanto, apenas 18% (dezoito por cento) das palavras atribuídas a Jesus nos Evangelhos Canônicos e no Evangelho de Tomé poderiam ser a ele atribuídas com razoável certeza, enquanto que o restante das palavras a ele atribuídas naquelas obras, foram acréscimos de seus autores ou acrescidas às fontes consultadas por tais autores;
19.8 praticou curas sem fazer uso da medicina ou magia tradicionais, e, portanto, aliviou sofrimentos por nós hoje definidos como psicossomáticos;
19.9 foi preso em Jerusalém e crucificado pelos romanos por ter sido considerado um perturbador da ordem pública e não pela pretensão de ser o filho de Deus;
20 no Evangelho de Marcos, apenas o Versículo 17 do Capítulo 12 ((Marcos 12:17)) conteria uma frase ("Pois devolvam a César o que é de César, e a Deus o que é de Deus.") que poderia ser atribuída com forte segurança a Jesus (bolinha vermelha), mas muitas outras passagens daquela obra conteriam frases parecidas que com aquelas que Jesus provavelmente proferiu (bolinhas rosas);
21 os primeiros 24 Capítulos do Evangelho de Mateus conteriam muitas frases que poderiam ser atribuídas com forte segurança a Jesus (bolinhas vermelhas) e muitas frases parecidas que com aquelas que ele provavelmente proferiu (bolinhas rosas), enquanto que se poderia ter razoável certeza que as frases atribuídas a Jesus nos Capitulos 25 a 28 daquela obra não teriam sido proferidas por Jesus;
22 os primeiros 20 Capítulos e os primeiros 31 versículos do Capítulo 21 do Evangelho de Lucas conteriam muitas frases que poderiam ser atribuídas com forte segurança a Jesus (bolinhas vermelhas) e muitas frases parecidas que com aquelas que ele provavelmente proferiu (bolinhas rosas), enquanto que se poderia ter razoável certeza que as frases atribuídas a Jesus no restante daquela obra não teriam sido proferidas por Jesus;
23 nenhuma das frases contidas no Evangelho de João poderia ser atribuída com forte segurança a Jesus (nenhuma bolinha vermelha), apenas a frase inscrita no Versículo 44 do Capítulo 4 (João 4:44) seria algo semelhante a uma frase que ele provavelmente proferiu (bolinha rosa), e outra frase foi classificada como algo que ele provavelmente não disse, mas que expressava uma ideia semelhante a uma ideia defendida por ele;
24 a crença na ressurreição se baseia na experiência visionária de Paulo, Pedro e Maria.